# Екабпилсский уезд
Е́кабпилсский уезд (латыш. Jēkabpils apriņķis) — бывшая административная единица Латвийской Республики (1920—1940), Генерального округа Латвия (1941—1944) и Латвийской ССР (1940, 1944—1949). Административный центр — город Екабпилс.

## История
Создан в 1819 году как Фридрихштадтский уезд Курляндской губернии Российской империи. После провозглашения независимости Латвии стал называться Яунелгавским уездом.
В 1920 г. центр Яунелгавского уезда перенесён из Яунелгавы в Екабпилс, и уезд соответственно переименован в Екабпилсский. Его площадь составляла 3487,1 км². Граничил с Рижским, Бауским, Даугавпилсским, Илукстским уездами Латвии и Литвой.
Крупнейшими населёнными пунктами уезда были: Екабпилс, Яунелгава, Виесите, Нерета.
В 1940 году Екабпилсский уезд состоял из трёх городов: Екабпилс, Яунелгава, Виесете (до 1928 года — посёлок) и девятнадцати волостей: Абельской, Биржской, Даудзеской, Дигнайской, Элкшньской, Маззалвской, Мемельской, Неретской, Ритской, Саукской, Сецской, Селпилсской, Серенской, Слатской, Сунакстской, Варнавской, Виеситской, Залвской, Заской.
18 марта 1941 года к Екабпилсскому уезду были присоединены города Крустпилс и Гостини с четырьмя волостями Даугавпилсского уезда и город Плявиняс с Плявиньской волостью Рижского уезда. 31 декабря 1949 года в результате прошедшей территориально-административной реформы Екабпилсский уезд был упразднён, части его территории были включены в состав Акнистского, Яунелгавского, Екабпилсского, Крустпилсского, Неретского и Плявиньского районов.